# Neopetrolisthes maculatus
Neopetrolisthes maculatus (Плямистий порцеляновий краб) — вид порцелянових крабів роду Neopetrolisthes з родини Porcellanidae. Інша назва «анемоновий плямистий краб».

## Опис
Загальна довжина становить до 7 см зазвичай 3,5 см. Має форму округлу. Карапакс широкий, має гладеньку, порцеляноподібну оболонку. Захисний покрив дуже міцний, просочений шаром вапна, має високу твердість. Клешні великі, потовщені та плоскі, використовуються для захисту своєї території, а не для лову здобичі. Великі, білі зрізи рота виступають з голови. Щетини доволі довгі, якими користується для захоплення дрібних організмів. Зберігає на хвості «віяло», подібне до омарів або креветок, воно дуже рухливе, і коли крабу загрожує, він стискається і розширюється, щоб випливати з небезпеки. Десятиногий краб. П'ята пара ніжок зменшена в розмірі і використовується для підтримання чистоти зябер.
Забарвлення цефалотораксу кремово-біле, вкрите дрібними червонувато-коричневими плямами. Цей малюнок на панцирі і ногах може бути неправильної форми або правильної з численними бузковими і темно-червоними крапочками.

## Спосіб життя
Воліє до рифів, коралів та скелістих ділянок. Територіальний. Часто тримається серед щупальців актиній з родів Heteractis, Stichodactyla, Entacmaea, Gyrostoma, Cryptodendrum. Тримаються удвох. Живиться частками водоростей, планктоном та дрібними равликами.

## Розповсюдження
В Індійському океані поширений від Червоного моря на південь до Квазулу-Наталу (ПАР). Також доволі широко зустрічається у Тихому океані: від Рюкю і Маршаллових островів до Французької Полінезії, Фіджі та Нової Каледонії.

## Акваріумістика
Для крабів цього виду підійде акваріум об'ємом від 80 л. Тримають удвох Може жити до 2 років, при наявності відповідних актиній і достатній концентрації їжі. Не можна селити серед церіантарій. Якщо краби займуть актинію, то вони можуть і зовсім не залишати її, адже їм не потрібно пересуватися в пошуках їжі. Освітлення повинне відповідати симбіотичним актиніям. Перший час після заселення в акваріум їх потрібно буде годувати після вимикання світла. Основу раціону складають наупліі, артемії та інші живі і морожені планктонні корми. Ці краби абсолютно нешкідливі, є відмінними сусідами для невеликих ніжних безхребетних.